# Zhang (kejsarinna)

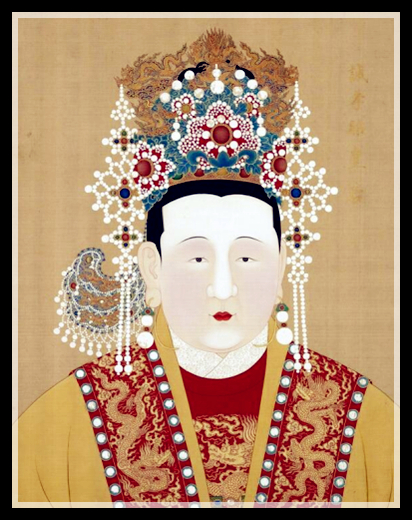
Porträtt av Zhang.

Zhang, född 1379, död 1442, var en kinesisk kejsarinna, gift med Hongxi-kejsaren (r. 1424-1425). Hon var Kinas regent under sin sonson kejsar Zhengtong-kejsarens omyndighet från 1435 till 1442. 

## Biografi
Zhang blev kronprinsessa då maken blev kronprins 1404, fick tre söner och en dotter och blev kejsarinna vid makens trontillträde 1424. Hon beskrivs som god, vis och välinformerad, och hennes make ska ha tillåtit henne att delta i regeringsarbetet under sin regeringstid. 
Under sin sons regeringstid hade hon en synlig roll, och åtföljde honom ofta på hans representativa uppdrag och resor runt i landet. 
När hennes omyndige sonson besteg tronen 1435, ombads hon att bli Kinas regent under hans omyndighet. Hon vägrade att ta emot titeln regent med hänvisning till att Mingdynastin inte hade någon sådan tradition. Trots detta utförde hon ändå en regents uppgifter, och satt ordförande för en förmyndarregering bestående av fyra ministrar, tre eunucker och kejsarens lärare, som rapporterade till henne och lämnade besluten till henne, och hade ansvaret för regeringen fram till sin död. 